# Helvetesgänget
Helvetesgänget (eng. Psych-Out) är en amerikansk långfilm från 1968 i regi av Richard Rush, med Susan Strasberg, Dean Stockwell, Jack Nicholson och Bruce Dern i rollerna.

## Handling
Den döva flickan Jenny har rymt hemifrån för att leta efter sin bror, som varit försvunnen sedan länge. Jenny vet inte vad han heter och har aldrig fått se några bilder av honom, men hon vet att han har skägg, kallas The Seeker och arbetar som skulptör.
I San Francisco träffar hon ett psykedeliskt rockband, Mumblin'Jim, som består av medlemmarna Stoney, Ben och Elwood. De lär känna varandra och bandmedlemmarna bestämmer sig för att skydda henne från en bordell som gärna vill anställa henne.
Trots att Stoney, Ben och Elwood till en början är lite tveksamma, så går de till slut med på att hjälpa Jenny i hennes sökande.

## Rollista i urval
- Susan Strasberg - Jenny
- Jack Nicholson - Stoney
- Adam Roarke - Ben
- Max Julien - Elwood
- Bruce Dern - Steve